# Torre dei Pazzi di Valdarno

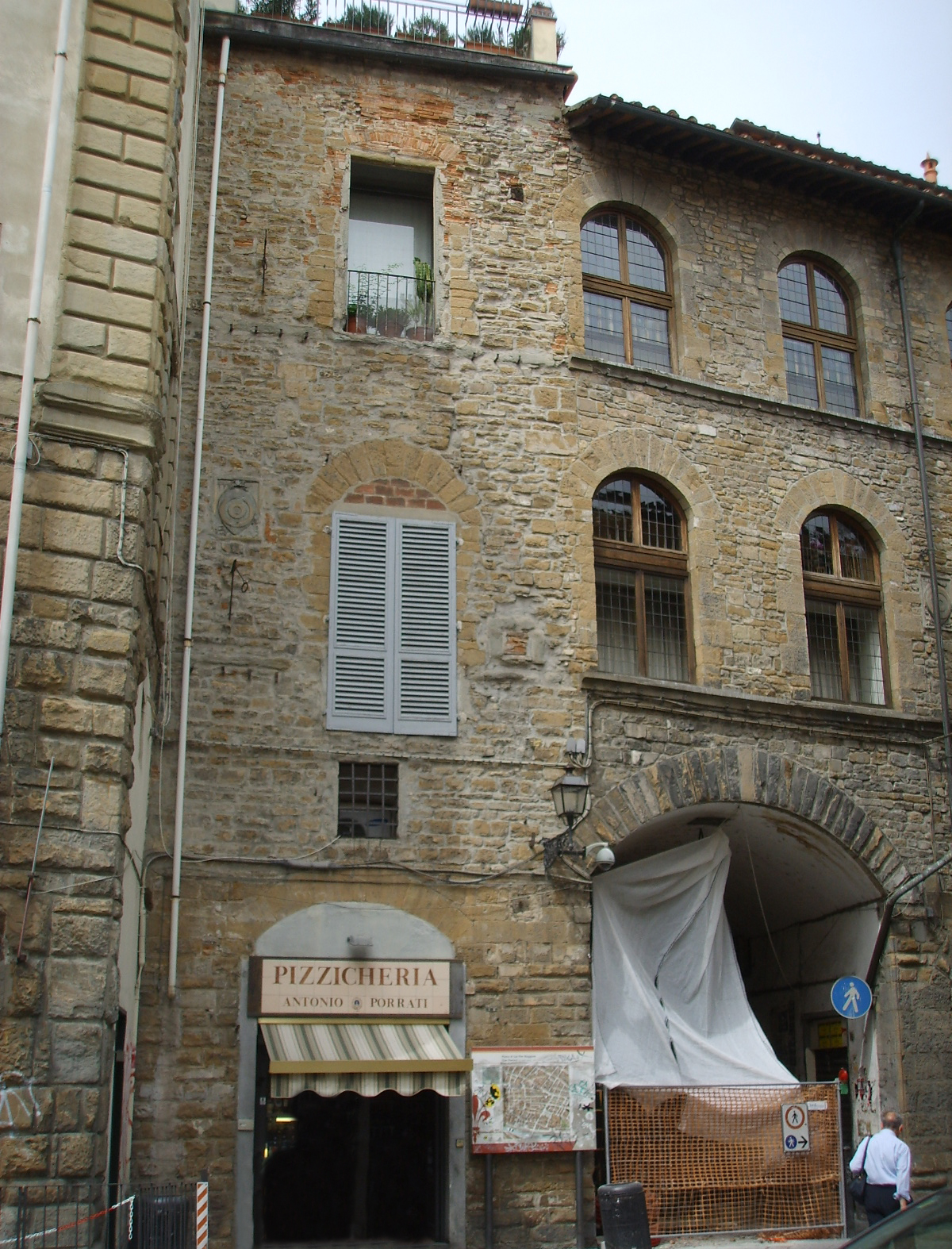
Fachada da Torre dei Pazzi di Valdarno.

A Torre dei Pazzi di Valdarno é uma torre apalaçada de Florença que se situa no nº 30 do Borgo Albizi, embora também dê para a Piazza San Pier Maggiore.

## História e arquitectura
Os Pazzi di Valdarno (não confundir com os Pazzi envolvidos na conspiração contra os Médici) eram uma família gibelina que teve mais sorte em Siena do que em Florença. Dante recorda um dos seus membros entre os traidores da Pátria, Camicione de' Pazzi.
A torre encontra-se na Piazza San Pier Maggiore, ao lado do Arco di San Pierino e frente aos restos da antiga Igreja de San Pier Maggiore.
Hoje, é tão baixa que parece um edifício normal, mas o seu aspecto actual remonta ao corte sofrido no final do século XIII, depois do triunfo dos guelfos e da perseguição aos gibelinos. Também pertencau à família dos Alberti, cujo brasão com as correntes cruzadas aparece na fachada.
No exterior, o edifício apresenta os blocos quadrados à vista e, nos dois pisos superiores, o típico filaretto em pedra, além de alguns buracos destinados a receber barrotes, os chamados buca pontaia. As aberturas amplas são muito posteriores.